# Milionia extensa
Milionia extensa là một loài bướm đêm trong họ Geometridae.